# Natalie Pérez
 (janvier 2013).
Si vous disposez d'ouvrages ou d'articles de référence ou si vous connaissez des sites web de qualité traitant du thème abordé ici, merci de compléter l'article en donnant les références utiles à sa vérifiabilité et en les liant à la section « Notes et références ».
Nataly Pérez, née le 4 novembre 1986 à Buenos Aires, est une actrice et chanteuse puis présentatrice tv argentine.

## Filmographie

### Cinéma
- 2004 : Ay, Juancito : Susana Canales
- 2008 : Valentina, la película : Voix (Valentina)

### Télévision
- 1999 : Chiquititas : Victoria
- 2001 : Megatrix : Elle-même
- 2001 : Dadivertido : Elle-même
- 2002 : Caty et Delly : Beatriz
- 2002 : Rebelde Way : Ana
- 2003 : Dr. Amor : Naty
- 2004 : Fréquence 4 : Nataly
- 2005 : Sálvame Maria : Natalia
- 2005 : Una familia especial : Florencia
- 2005 : El código Rodríguez : Diega Rodríguez
- 2006 : Tango de a tres-Tango del último amor : Sofía
- 2009 - 2010 : Consentidos : Luna Gúzman/Luna Moreno
- 2012 : Todo es posible : Elle-même
- 2012 : Graduados : Luna Ponte Vedra
- 2013 : Mi amor, mi amor : Noel
- 2013 : Los Vecinos en guerra: Valeria
- 2015 : Esperanza mía : Eva
- 2017 : Las Estrellas : Carla Estrella
- 2020 : Casi feliz : Pilar

## Théâtre
- 2007 : Alicia, un país de maravilla : Alicia
- 2008 : Operación Caperucita : María
- 2009 : Roperos S.A. : Sofía
- 2011 - 2012 : El diluvio que viene : Clementina
- 2012 : Cenicienta, un cuento musical : Cenicienta
- 2013 : Camila : Camila O'Gorman

## Prix
- (2011) Premios Estrella de Mar
- (2011-2012) Premios Hugo al Teatro Musical